# Perušić Benkovački
Perušić Benkovački naselje je u sastavu grada Benkovca, Zadarska županija.
Današnji Perušić dobio je ime po kaštelu Perušić. Dijeli se na Gornji i Donji Perušić. Na putu iz Benkovca od željezničkog kolodvora, u pravcu jugoistoka, na drugom kilometru nailazi se na naselje koje pripada Gornjem Perušiću. Gornji Perušić se smjestio uz tzv. Perušićku kosu, s jedne i druge strane asfaltnog puta koji prolazi kroz mjesto. Ispod naselja su vinogradi i oranice s livadama, a povrh kuća ogorjeli krš. U Gornjem Perušiću nalaze se tri bunara: Peruškovac, Pilipovac i Blainovac. 
Crkva Marijino Uznesenje postalo je župnom crkvom po svojoj prilici nakon izgradnje. Premda je župa više puta mijenjala granice, skoro šest stoljeća služi kao središnja crkva. Da je ostala u toj funkciji tako dugo vremena, treba zahvaliti okolnosti što nije bila porušena dolaskom Osmanlija u 16. stoljeću, ali je zato porušena u Domovinskom ratu. Nedaleko od stare crkve sagrađena je nova crkva. 
Kaštel se nalazio na brijegu iznad istoimenog naselja i bio je dominantna točka za šire područje. Kaštel Perušić valjda djedovina Gašpara Perušića, kako kaže povjesničar V. Klaić, činio je s ostalim okolnim utvrdama obrambeni sistem protiv Osmanlija. Kaštel je dva puta pao u turske ruke, potom su uselili srbi koji su nedugo zatim iz čudnih razloga prepustili kaštel obiteljima Zrilić doseljenih iz Bruške. Za vrijeme Drugog svjetskog rata kaštel (u posjedu obitelji Zrilić) bio je važno uporište ustaških snaga i za odmazdu su ga porušili partizani koncem rata.

## Stanovništvo
| broj stanovnika | 167   | 205   | 265   | 252   | 285   | 454   | 389   | 445   | 610   | 635   | 722   | 678   | 621   | 595   | 297   | 153   | 102   |
|                 | 1857. | 1869. | 1880. | 1890. | 1900. | 1910. | 1921. | 1931. | 1948. | 1953. | 1961. | 1971. | 1981. | 1991. | 2001. | 2011. | 2021. |

## Znamenitosti
- crkva Uznesenja Blažene Djevice Marije (izgrađena 1684., uništena miniranjem u Domovinskom ratu 1991.[4])
- crkva svetog Jurja
- crkva Uznesenja Blažene Djevice Marije (nova župna crkva izgrađena 2006.[4])
- kaštel Perušić

## Kultura
- Večer duhovne poezije